# Hermann Emil Fischer
Hermann Emil Fischer (Euskirchen, avui dia part de l'estat de Rin del Nord-Westfàlia, 9 d'octubre de 1852 -Berlín, Imperi Alemany, 15 de juliol de 1919) fou un químic i professor universitari alemany guardonat amb el Premi Nobel de Química l'any 1902.

## Biografia
Va néixer el 1852 a la ciutat d'Euskirchen. de Fischer començà a treballar als negocis familiars del seu pare, fins que aquest l'envià a la universitat, al·legant que el seu fill era incompetent pels negocis. Ingressà a la Universitat de Bonn el 1872 per estudiar química, encara que es canvià després a la Universitat d'Estrasburg, on es doctorà el 1874, amb un estudi sobre la fenolftaleïna.
Seguint a un dels seus professors, Fischer es convertí en professor de química en diverses universitat alemanyes com les de Múnic, Eerlangen, Würburg i Berlín, on s'establí el 1892 i hi restà fins al final de la seva vida.
== Recerca científica ==

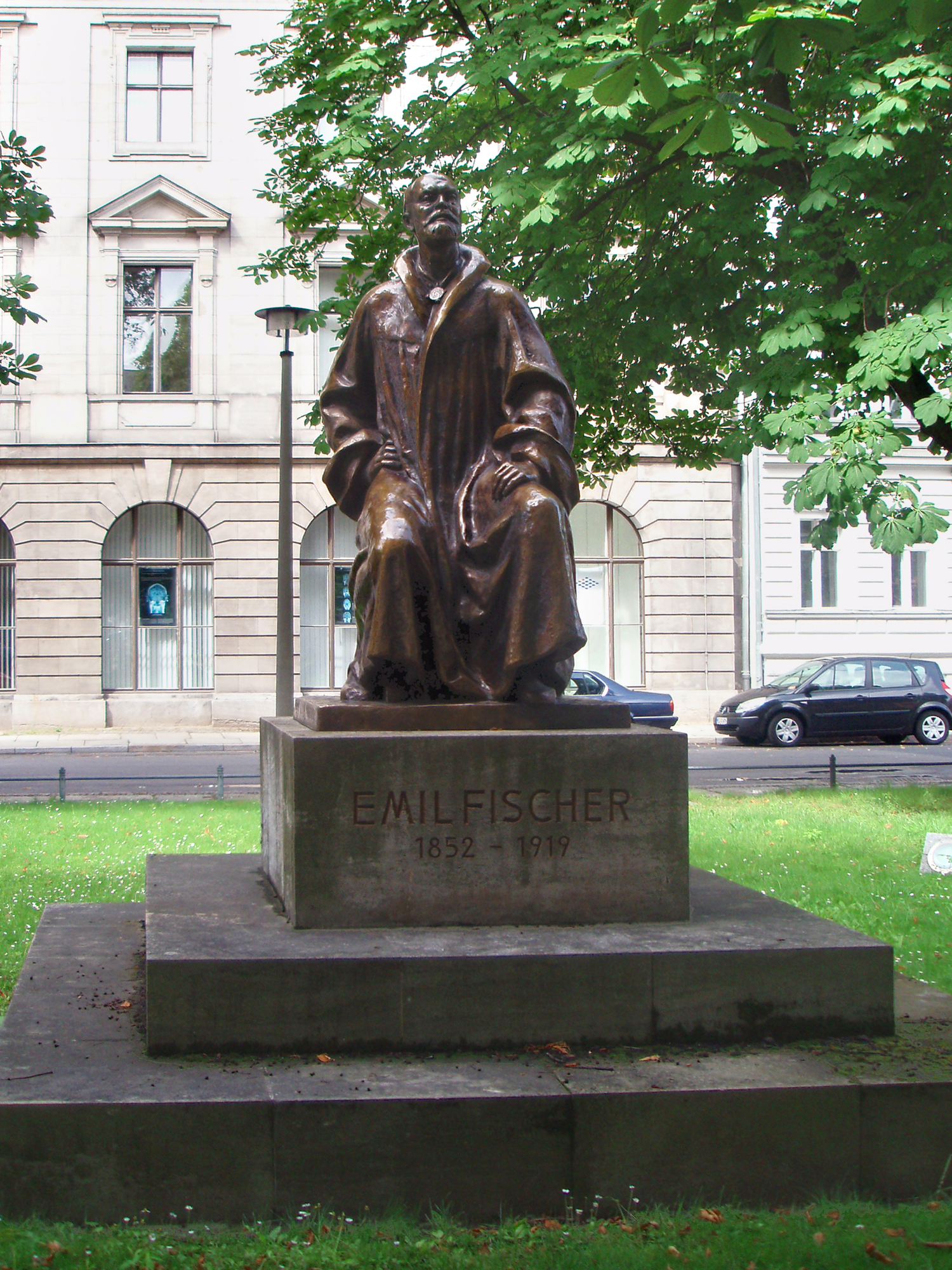
Monument a Hermann Emil Fischer a Berlin

Durant la seva estada a Verona descobrí, al costat del metge Joseph von Mering, el veronal o barbital, el primer somnífer del grup dels barbitúrics.
En la seva recerca va demostrar que les proteïnes estan compostes per cadenes d'aminoàcids i que l'acció dels enzims és específica, efectuant la hidròlisi de les proteïnes complexes en aminoàcids. En el seu treball al voltant dels glúcids va determinar l'estructura molecular de la glucosa i la fructosa. Així mateix fou el primer químic que va plantejar la fórmula de derivats de la purina que va definir en 1884, com per exemple l'àcid úric, i la cafeïna. L'any 1902 li fou concedit el Premi Nobel de Química "pels seus estudis de síntesi del grup de la purines".
Va establir un vincle entre la biologia, la química orgànica i l'estereoquímica. El seu nom forma part de diferents processos químics, com la projecció de Fischer, la síntesi de pèptids de Fischer i la reducció de Fischer entre d'altres. Les medalles atorgades per la Societat Alemanya de Química porten el seu nom.